# Hervé Girette
Hervé Girette est un journaliste sportif français, né le 18 février 1951 à Rouen.
Il a travaillé pour le journal L'Indépendant jusqu'en 2008, et collaboré au journal l’Équipeet à France Football.
Il est principalement connu comme un journaliste spécialisé en rugby à XIII.
Il signe des articles dans des revues telles que Treize Magazine , jusqu'à la disparition du magazine début des années 2000, et dans  Planète XIII , à la fin des années 2010.

## Biographie
Diplômé de l’École supérieure de journalisme de Paris et de l’École des Hautes Études Internationales, il entre comme pigiste en 1973 à la rédaction du journal Le Berry Républicain, à Châteauroux. C’est en 1974 qu’il intègre la rédaction locale du journal L'Indépendant à Limoux, puis en  1976 le service des sports du même quotidien à Perpignan, où il sera nommé adjoint au chef de service en 1985. Jusqu’à son départ, en août 2008, il va sans relâche couvrir la plupart des grands évènements sportifs (football, tennis, ski, boxe), mais avec une prédilection particulière pour le rugby à XIII, sport pour lequel il témoigne d'une parfaite érudition. Il a en outre couvert tous les matchs à domicile et à l'extérieur du Perpignan Football Club en Division 2, au début des années 90.
Parallèlement à ces activités, il a été rédacteur en chef des mensuels Treize Magazine et Rugby Mag de 1979 à 2004, du site internet « sportchoc.tv » , correspondant de l’Agence France-Presse pour le rugby à XIII en Languedoc-Roussillon, de France Football, de divers quotidiens, dont L'Équipe, et collaborateur des mensuels Dragons News, Sport Mag, Planète XIII. Il est aujourd'hui responsable de la rubrique « rugby à XIII »  du trimestriel Roussillon magazine, collaborateur occasionnel du périodique audois Mag Evasion, et de l'hebdomadaire La Semaine du Roussillon.
En 2011 un auteur de la littérature treiziste dira de lui qu'il est : « L'homme qui n'a pas honte de parler de rugby à XIII » [...] et « qui ne court pas après la gloire, mais après la vérité ».
Ancien président de la section Languedoc-Roussillon de l'Union des Journalistes Sportifs Français, ex-vice-président de l'Union des Jeux Mondiaux des Journalistes.

## Couvertures médiatiques internationales

### Rugby à XIII
- Tournée du XIII Catalan en Australie[réf. souhaitée]
- Coupes du monde de rugby à XIII en 1995, 2000, 2013, 2017.
- Finales de Super League et de la Coupe d’Angleterre
- Tous les matchs des Dragons catalans en Super League de 2006 à août 2008

### Football
- Envoyé spécial pour les coupes du monde 1982 en Espagne, 1990 en Italie, 1994 aux États-Unis, 1998 en France.
- Euro 84 en France et Euro 2004 au Portugal
- Épopées européennes de Sochaux (années 1980) et de Marseille (années 1990)

### Divers
- Tennis : Internationaux de France de tennis en 1984, et deux finales de la Coupe Davis
- Critériums de la première neige à Val-d'Isère
- Championnats d’Europe de boxe
- Jeux Méditerranéens à Athènes en 1991 et en Languedoc-Roussillon en 1993.
- Couverture presse en octobre 2010 de la campagne des élections présidentielles du Togo

## Publications
- Ouvrage collectif : Cinquantenaire du XIII Catalan, Éditions du Castillet, 1984.
- Une histoire du rugby à XIII en Roussillon, de Jean Galia à Jérome Guisset (co-auteur Olivier Alvarado), Éditions Mare nostrum, 2007.
- Avec Jean Roig, USAP Champions, le livre de la finale du 6 juin 2009, Éditions du Trabucaire, 2009.
- Ouvrage collectif : 90 ans du XIII Catalan, Imprimerie du Mas, 2024.

## Vidéographie
- Interview d'Élie Brousse, réalisée par Hervé Girette en 2011